# Gåvoekonomi
Gåvoekonomi är ett ekonomiskt system som anses finnas bland jägar- och samlarfolk och iandra så kallat primitiva samhällen. Ekonomin är där inte lösklippt från den samhälleliga väven, utan ekonomiska relationer ingår i de relationer som beror på släktskap, politik och religion. Utbytet av varor och tjänster styrs då framför allt av ömsesidiga moraliska regler. Fenomenet beskrevs 1925 av antropologen Marcel Mauss.
I den så kallade civiliserade världen är gåvoekonomi en alternativ affärsmodell, eller ett helt ekonomiskt system, som bygger på att mottagaren, dvs köparen får chans att själv styra sitt eget pris. Då det handlar om ett helt ekonomiskt system så skänker man bort utan att förvänta sig något i gengäld, respektive tar emot utan att hamna i skuld. Affärsmodellen bottnar i skapandet av ett mer hållbart konsumtionssamhälle där vinstmaximering inte premieras. Istället fokuserar utövare på relationer, tillit och samarbeten. En vanlig föreställning är att förespråkare till gåvoekonomi grundas på samma värderingar som kommunismen. En annan vanlig föreställning är att gåvorna ges utan någon som helst förväntan på en betalning, eller en gengåva. Tvärtom, så ger utövare inom denna affärsmodell tillit till mottagare att ge tillbaka vad de tyckte att varan eller tjänsten var värd. I en gåvoekonomi är det därför den som är mest generös med att dela med sig av sina tjänster och varor som får ut mest av en affärsrelation. Det finns i dag ett fåtal utövare i Sverige som använder sig av gåvoekonomi i sin verksamhet. I USA är det mer utbrett och där finns det också inom flera olika branscher.
Genom att fokusera på relationer, tillit och samarbeten framför vinstmaximering anser de som förespråkar gåvoekonomi att de skapar en mer hållbar framtid med mindre, om inget alls, utnyttjande av planet, djur och människa.